# Mercury Monterey
La Monterey è un'autovettura full-size prodotta dalla Mercury dal 1952 al 1974.
Durante il periodo in cui fu prodotta condivise il corpo vettura con la Marquis, la Park Lane e la Montclair. I corpi vettura della Monterey e della Marquis avevano un passo ed una lunghezza maggiore della Ford Galaxie, della Ford Custom e della Ford LTD prodotta per il mercato nordamericano. Durante il periodo in cui fu prodotta, la Monterey fu alternativamente collocata, nella gamma Mercury, come ammiraglia, come vettura media oppure alla base dell'offerta dei modelli full-size. La Monterey fu l'unico modello Mercury ad essere prodotto ininterrottamente durante tutti gli anni sessanta. Uscì di produzione nel 1974. Nel model year 2004 la Mercury riutilizzò il nome Monterey per una variante della Ford Freestar. Questa Monterey differiva dal modello d'origine per alcune caratteristiche estetiche e per l'equipaggiamento.
La Monterey venne prodotta a Saint Louis, nel Missouri. Il motore era montato anteriormente e la trazione era posteriore. 

## Le origini
La Monterey è stata introdotta nel 1950 come allestimento al top di gamma della Mercury Eight coupé. Il motivo tale per cui venne lanciata sui mercati risiedeva nel tentativo della Ford di contrastare le hard-top coupé della General Motors, che furono introdotte l'anno precedente.
L'equipaggiamento offerto di serie comprendeva gli interni in pelle, i tappetini in lana, il cruscotto a due colori, le carenature sulle aperture delle ruote posteriori e due specchi retrovisori. Erano disponibili due colori speciali. Di questa prima Monterey ne vennero venduti però pochi esemplari.

## La prima serie: 1952–1954

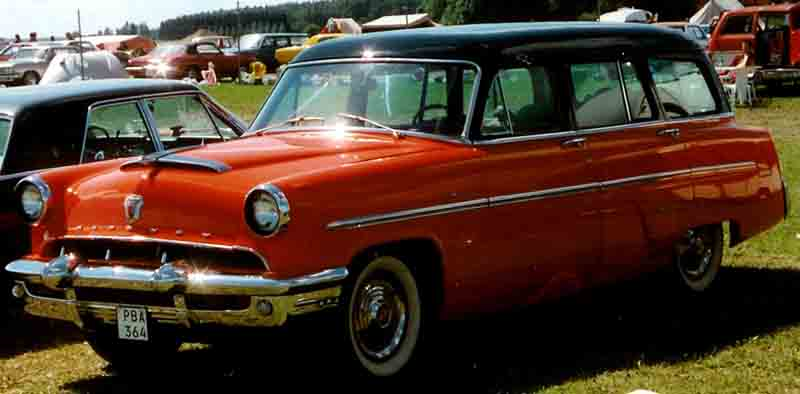
Una Mercury Monterey familiare del 1953

Nel 1952 la Mercury operò un restyling sulla propria gamma. In occasione di questo restyling la superficie vetrata fu aumentata del 18%. Nell'anno citato, la Monterey diventò un modello a parte. Al debutto era disponibile in versione berlina quattro porte e cabriolet due porte. L'impianto di riscaldamento ed il sistema di ventilazione erano posizionati dietro il volante ed erano azionati da leve.
La versione familiare quattro porte venne aggiunta alla gamma nel 1953. Nello stesso anno una Monterey cabriolet di colore rosso fu il quaranta milionesimo esemplare prodotto dal gruppo Ford. La Monterey era dotata di un motore V8 da 4,2 L e la scelta dei campi era concentrata su due trasmissioni, una manuale a tre rapporti ed una automatica a tre marce. Nel 1954 il modello fu oggetto di modifiche minori. 

## La seconda serie: 1955–1956

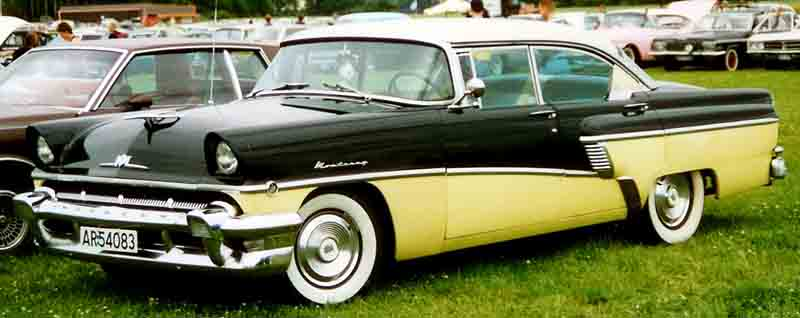
Una Mercury Monterey quattro porte berlina

Nel 1955 la Monterey perse il suo status di ammiraglia della Mercury. Il suo posto fu infatti preso dalla Montclair. Ora le sospensioni erano a giunto sferico ed i freni vennero potenziati.
All'esordio venne offerto un motore V8 da 4,8 L, mentre dal 1956 alla motorizzazione fu aggiunto un propulsore V8 da 5,1 L. Sempre nel 1956 vennero introdotti il volante a calice, mentre la chiusura di sicurezza delle portiere venne compresa nell'equipaggiamento standard. I cambi furono sempre manuale a tre rapporti o automatico a tre merce. 

## La terza serie: 1957–1958

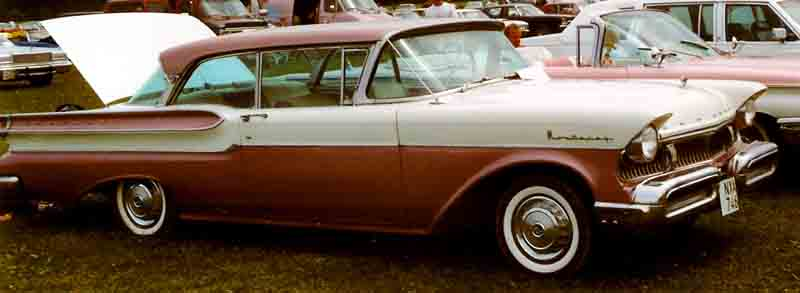
Una Mercury Monterey coupé del 1957

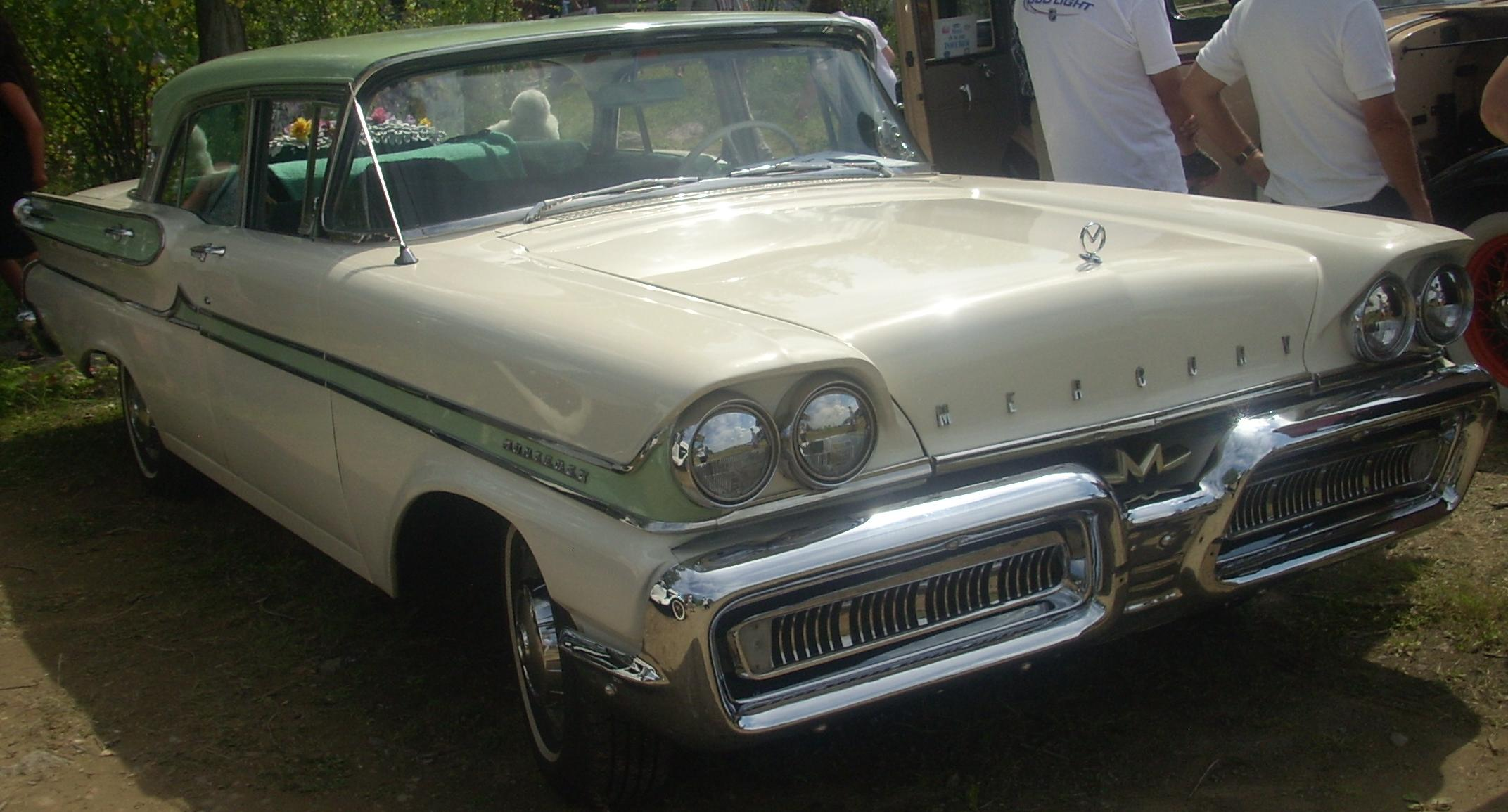
Una Mercury Monterey del 1958

Nel 1957 tutte le Mercury full-size vennero aggiornate. Nell'occasione, le dimensioni dei corpi vettura aumentarono, e la Monterey non fu un'eccezione. Il telaio venne rivisto; come conseguenza il pavimento dell'abitacolo si abbassò, e ciò forni alla Monterey un aspetto più largo e ribassato. Per questa serie di Monterey non venne offerta la versione familiare.
Anche i motori vennero ingranditi. L'offerta dei propulsori ora prevedeva dei V8 da 5,1 L, 6 L, 
6,3 L e 7 L. Vennero confermati i cambi della generazione precedente. 

## La quarta serie: 1959–1960

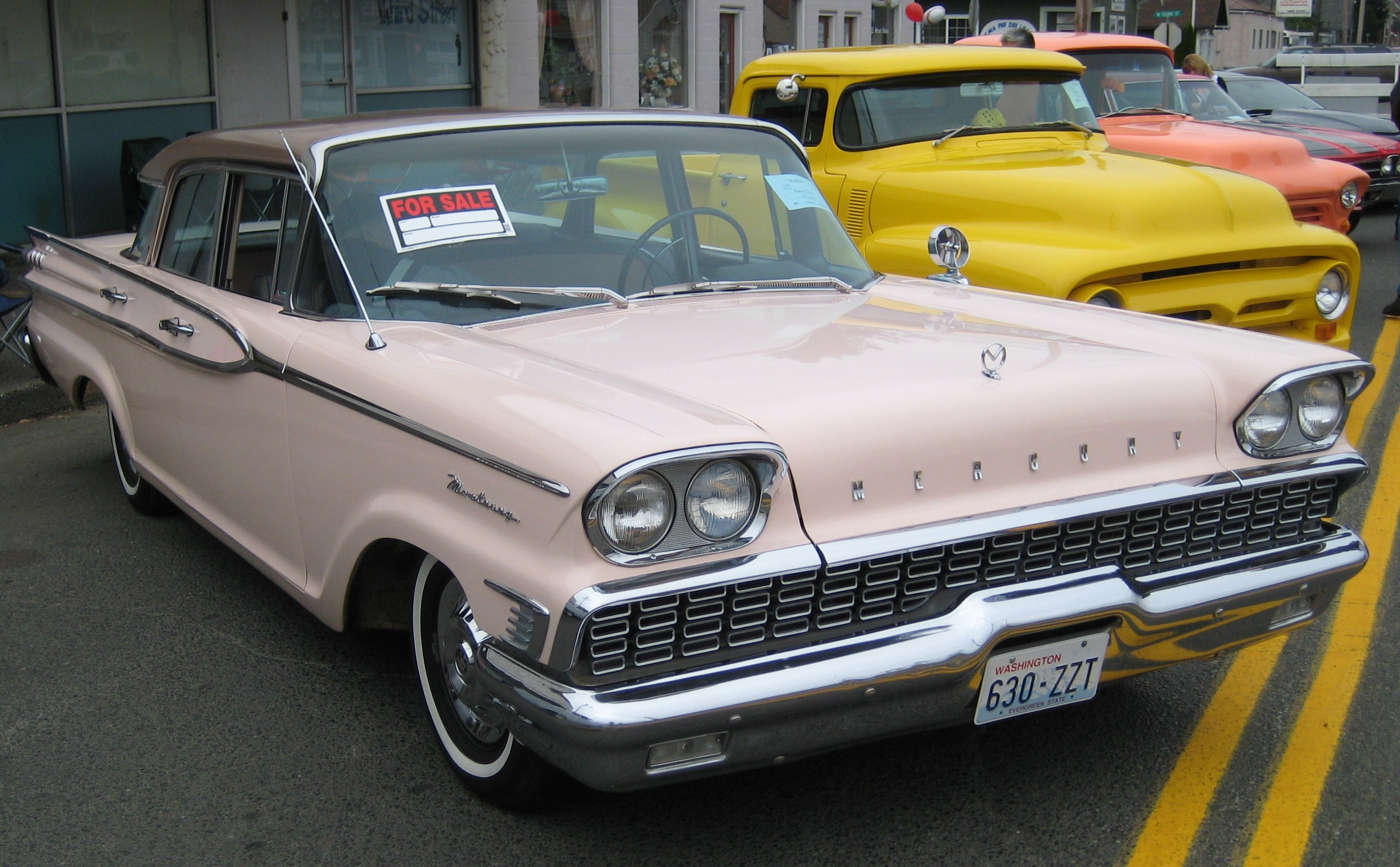
Una Mercury Monterey del 1959

Nel 1959 la Monterey venne aggiornata. Nell'occasione fu tolto il motore V8 da 6 L. Il resto della motorizzazione rimase immutata e restò identica anche l'offerta dei cambi. 

## La quinta serie: 1961–1964

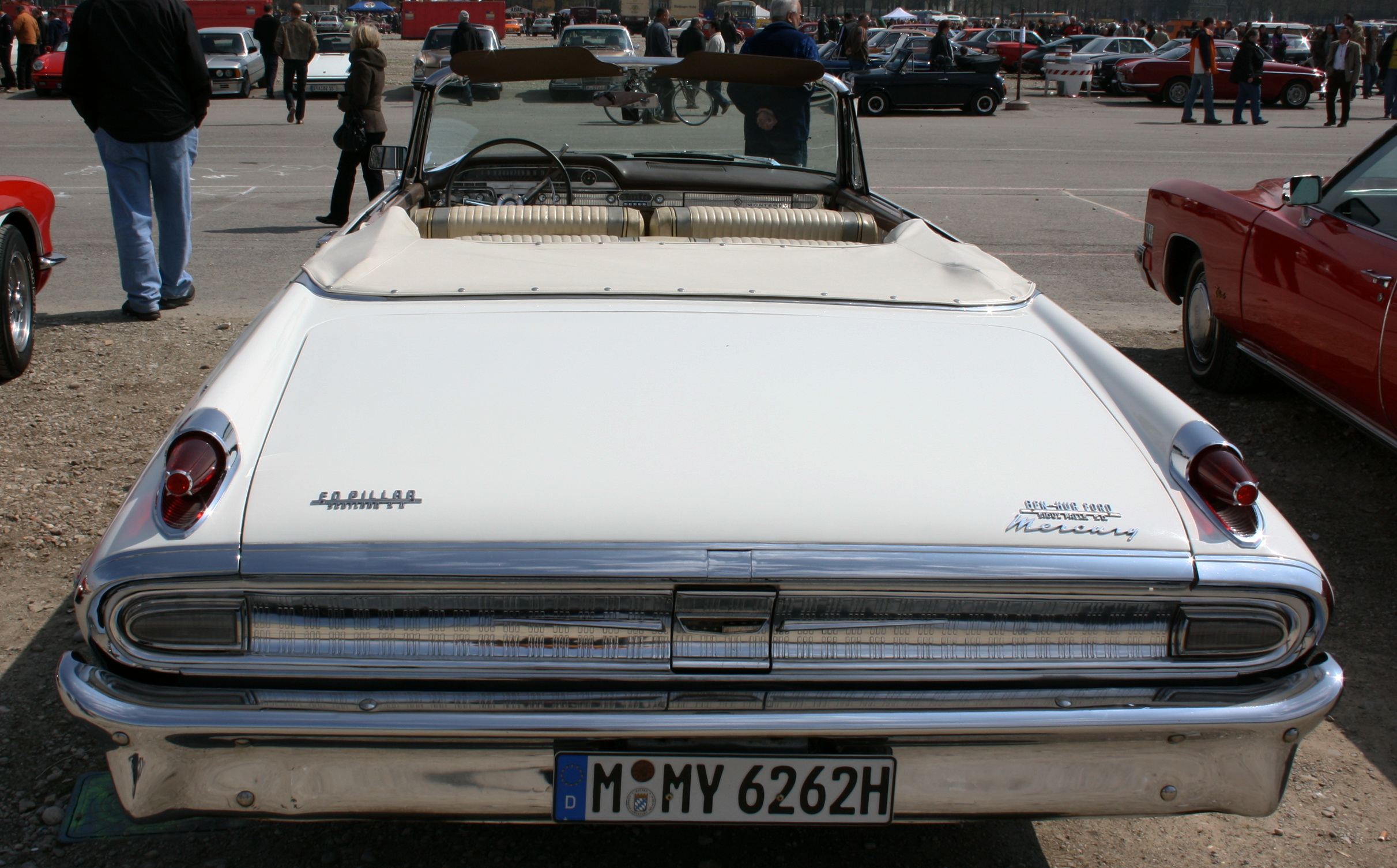
Il retro di una Mercury Monterey cabriolet del 1962

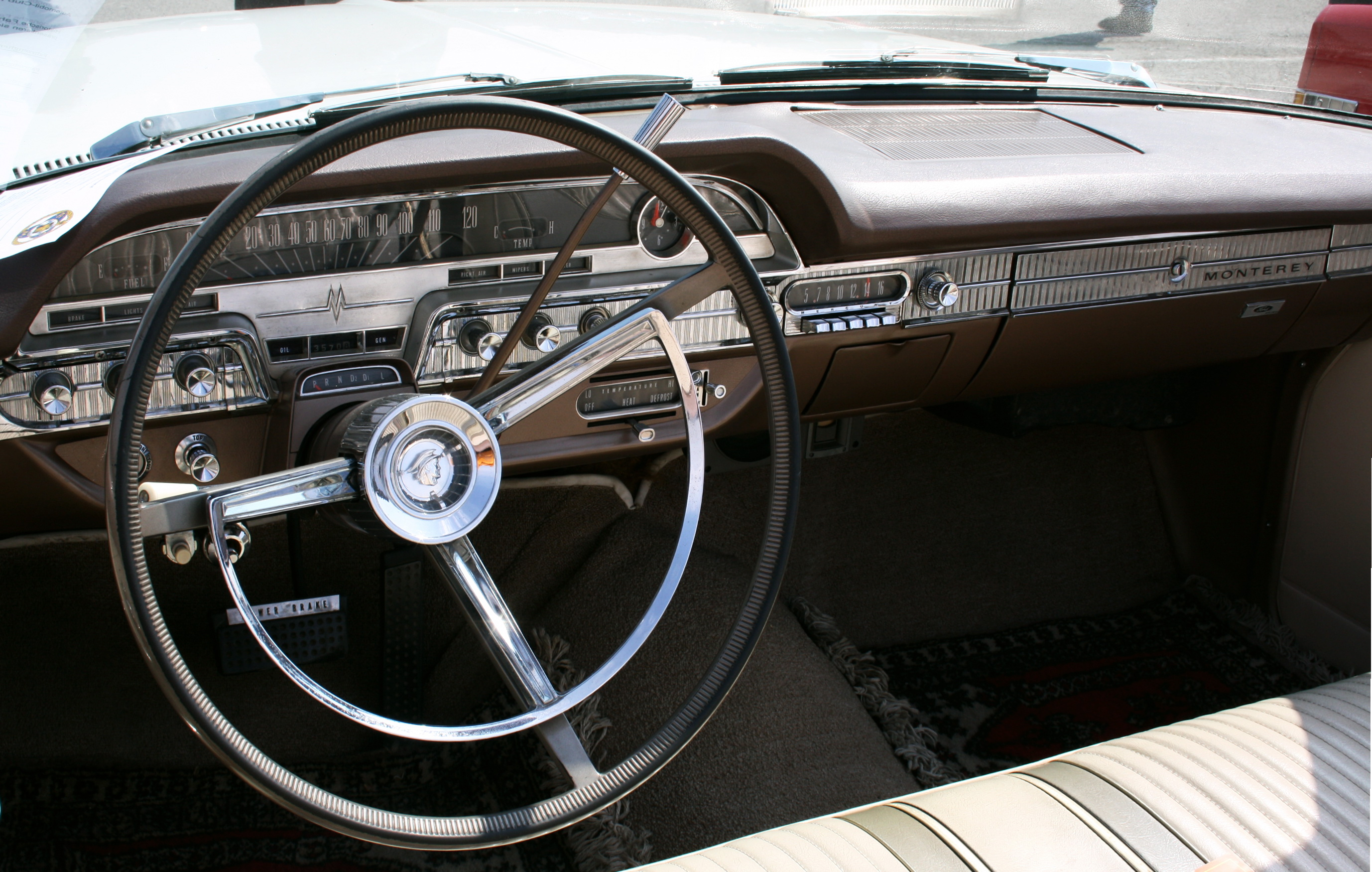
Gli interni di una Mercury Monterey cabriolet del 1962

Le vetture full-size della Mercury vennero completamente riviste nel 1961. I corpi vettura, gli interni ed il telaio erano sostanzialmente i medesimi di quelli impiegati sugli altri modelli del gruppo Ford. Ciò che distingueva le varie vetture erano i differenti tipi di allestimento che erano disponibili.
La Montclair e la Park Lane vennero tolte dai listini e la Meteor fu aggiunta alla base della gamma. Per tale motivo, la Monterey tornò nuovamente al top dell'offerta della Mercury.
Il motore offerto di serie era un V8 da 4,8 L, mentre come opzioni erano presenti in listino un V8 da 5,8 L ed un V8 da 6,4 L.
Nel 1962 la Monterey fu spostata, nella gamma Mercury, in una posizione intermedia. Per colmare una lacuna che si era creata, fu lanciata la Monterey 6, che era caratterizzata da un motore a sei cilindri in linea da 3,7 L. Questa versione fu però offerta solo nell'anno in questione.
Nel 1963 fu invece introdotto un motore V8 da 6,7 L. Il propulsore a sei cilindri in linea, quello da 4,8 L ed il motore da 5,8 L furono tolti dai listini, mentre il propulsore da 6,4 L diventò l'unità motrice installata di serie. Più precisamente, la versione con carburatore doppio corpo era installata come equipaggiamento standard, mentre quella a carburatore quadruplo corpo era offerta tra le opzioni. Nel 1963 la Monterey ridivenne il modello più economico della gamma Mercury di vetture full-size dopo il ritorno in listino della Montclair e della Park Lane. La calandra ed i fanali posteriori vennero aggiornati. Il motore da 6,7 L venne invece sostituito da un propulsore V8 da 7 L.
Oltre ai cambi già disponibili per le serie precedenti, fu aggiunta all'offerta una trasmissione manuale a quattro rapporti. 

## La sesta serie: 1965–1968

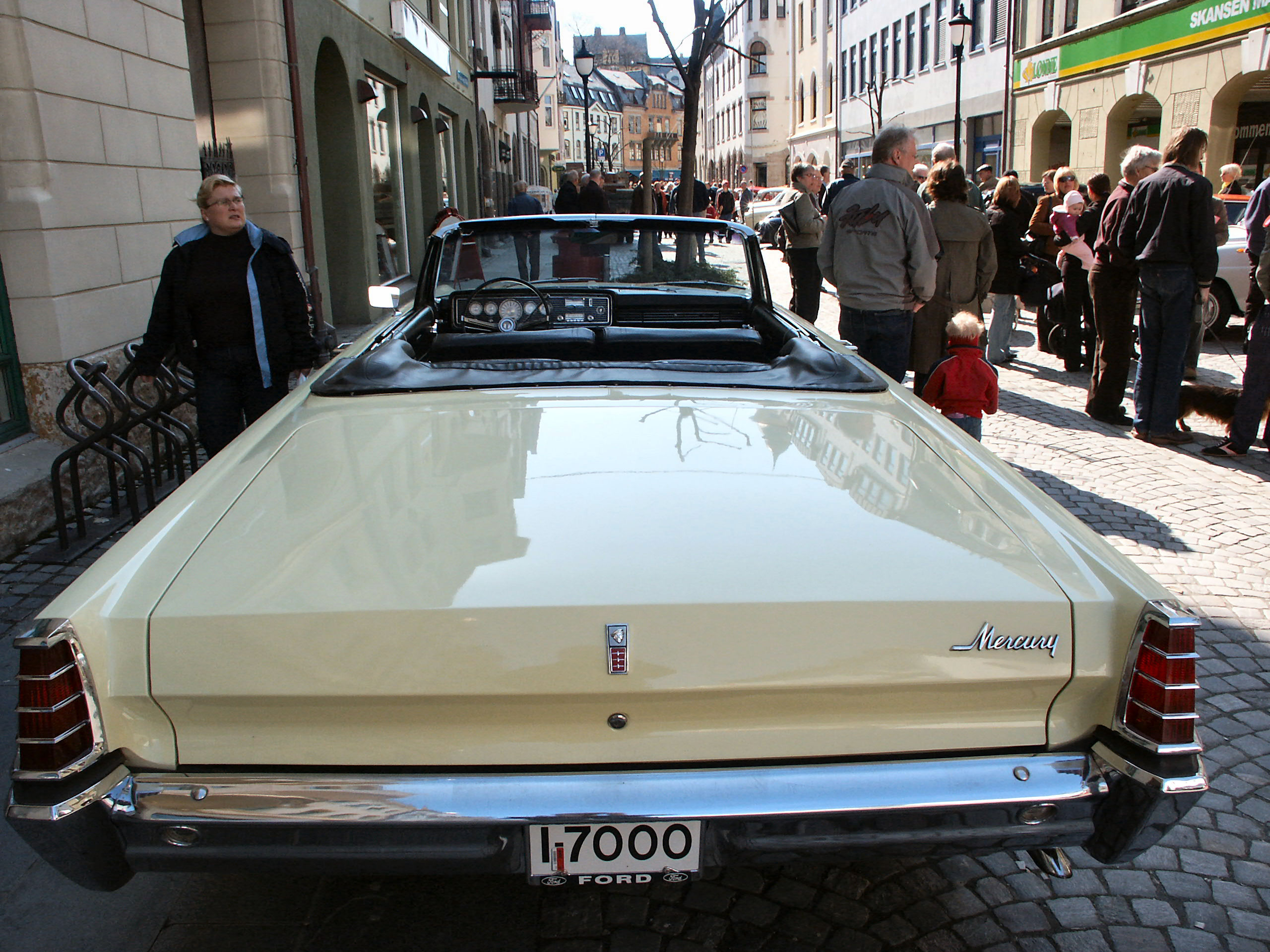
Il retro di una Mercury Monterey cabriolet del 1966

La Mercury full-size furono ridisegnate nel 1965 e la Monterey non fu un'eccezione. I motori disponibili furono dei V8 da 6,4 L, 6,7 L, 7 L. La tipologia di cambio era la medesima di quella della serie precedente. Nel 1967 il modello venne aggiornato.

## La settima serie: 1969–1974

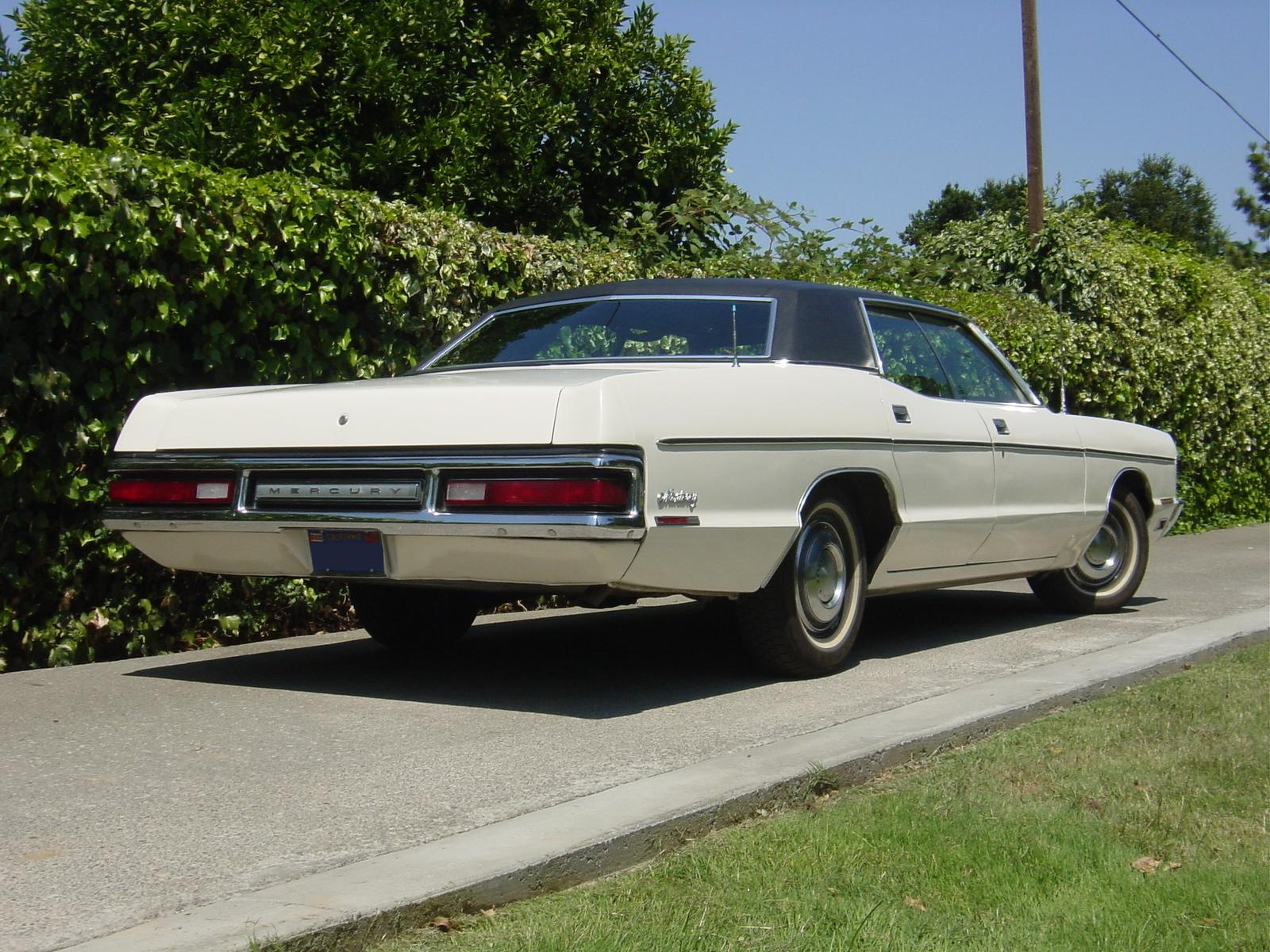
Vista posteriore di una Mercury Monterey del 1971

Nel 1969 la Monterey fu oggetto di un restyling, nell'occasione del quale vennero aumentate le dimensioni. La linea ora richiamava quella della Lincoln Continental anche se, rispetto alla serie precedente, cambiò poco.
I motori disponibili furono dei V8 da 6,4 L, 6,6 L, 7 L e 7,5 L. Nel 1972 tutti i propulsori del gruppo Ford furono modificati in modo tale da permettere l'utilizzo della benzina senza piombo. Nello stesso anno citato, il servosterzo ed servofreno applicato ai freni anteriori diventarono di serie. Nel 1973 furono riprogettati i paraurti con l'intento di renderli conformi alle nuove norme federali sulla sicurezza, le quali prevedevano che questi componenti fossero in grado di assorbire urti fino a 5 miglia orarie. I tipi di cambio disponibili erano manuale a tre o quattro rapporti oppure automatico a quattro marce.
La Monterey uscì di produzione nel 1975. Nell'anno citato fu lanciata sui mercati la Grand Marquis. Quest'ultima, che era un allestimento della Marquis, si collocò al top della gamma Mercury. La Marquis, a sua volta, prese invece il posto lasciato libero dalla Monterey. 

## La Monterey degli anni duemila

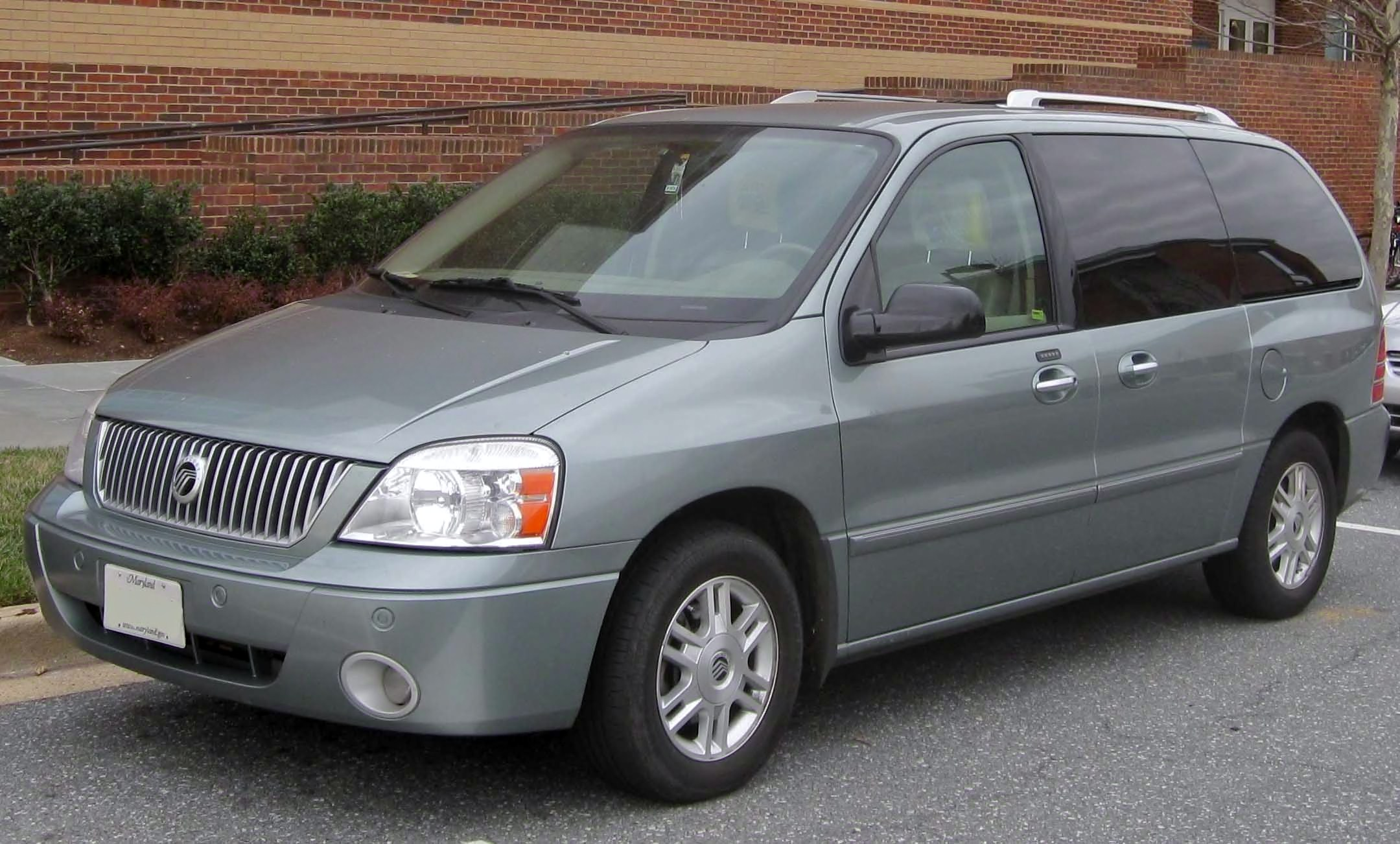
Una Mercury Monterey prodotta dal 2003 al 2006

Dall'autunno del 2003 è stata offerta una variante della Ford Freestar che venne chiamata Mercury Monterey. Differiva dal modello d'origine per alcune caratteristiche estetiche e per l'equipaggiamento. La vettura era alimentata da un motore V6 da 4,2 L e 204 CV di potenza, ed è uscita di produzione nel 2006.